# テコ・モディセ
テコ・モディセ（Teko Modise、1982年12月22日 - ）は、南アフリカ共和国・ソウェト出身の元サッカー選手。ポジションは右サイドハーフ。

## 経歴
2001年にリア・スターズでプロデビューを果たす。以降、オーランド・パイレーツに至るまで南アフリカ共和国のクラブを渡り歩き徐々にステップアップ、アストン・ヴィラやACミランなど欧州の強豪が獲得を目指していると報道された。
南アフリカ共和国代表としては2007年のCOSAFAカップでデビューを果たすと、以降は代表に定着する。開催国のチームとして迎える2010 FIFAワールドカップにおいても不動の右サイドハーフとして出場が見込まれている。
南アフリカ共和国代表を象徴する選手とされており、代表戦のポスターなど街中にモディセが起用されたポスターが張り巡らされている。

## 代表歴

### 出場大会
- 南アフリカ代表
  - 2010 FIFAワールドカップ

### 試合数
- 国際Aマッチ 66試合 10得点（2007年-2012年）[1]

| 南アフリカ代表 | 国際Aマッチ | 国際Aマッチ |
| 年             | 出場        | 得点        |
| -------------- | ----------- | ----------- |
| 2007           | 12          | 5           |
| 2008           | 17          | 3           |
| 2009           | 14          | 1           |
| 2010           | 15          | 1           |
| 2011           | 2           | 0           |
| 2012           | 6           | 0           |
| 通算           | 66          | 10          |